# Michał Świerczewski
Michał Świerczewski (ur. 1978 w Częstochowie) – polski przedsiębiorca i menedżer, współtwórca i wieloletni prezes sieci handlowej x-kom, właściciel klubu piłkarskiego Raków Częstochowa (od 2014). Uznawany za jednego z najbardziej wpływowych ludzi w polskiej piłce nożnej ostatnich lat.

## Życiorys
Pochodzi z Częstochowy. Studiował informatykę na Politechnice Częstochowskiej. W 2002 roku, mając 24 lata, otworzył w centrum Częstochowy mały sklep komputerowy – zalążek późniejszej sieci x-kom. W połowie dekady firma weszła w sprzedaż internetową i rosła jako jeden z największych polskich sprzedawców elektroniki.

## Działalność biznesowa
Jako prezes i współwłaściciel x-komu rozbudował spółkę do ogólnopolskiej sieci salonów ze znaczącym kanałem e-commerce; wokół grupy powstały także powiązane marki (m.in. al.to, Combat). Publicystyczne opracowania i wywiady wskazują na wczesne postawienie przez Świerczewskiego na handel internetowy oraz skalowanie logistyki i obsługi posprzedażowej. 

## Raków Częstochowa
Od 2011 x-kom był sponsorem głównym Rakowa; 30 grudnia 2014 r. Świerczewski formalnie został właścicielem klubu. Pod jego rządami Raków awansował do Ekstraklasy i zdobył m.in. mistrzostwo Polski 2022/23, wcześniej Puchar Polski i Superpuchary. W sezonie 2023/24 drużyna dotarła do IV rundy eliminacji Ligi Mistrzów. 

## Styl zarządzania i poglądy na sport
W licznych rozmowach i analizach podkreślano u niego podejście „klub jako przedsiębiorstwo”: dyscyplinę budżetową, rekrutację opartą na danych i cierpliwe budowanie wartości sportowej (m.in. rozwój pionu skautingu i transfery z potencjałem odsprzedażowym). Sam akcentował potrzebę stabilnych wyników krajowych i wejścia do faz grupowych pucharów dla długofalowej równowagi finansowej.

## Majątek
W publikacjach medialnych był klasyfikowany w czołówce najbogatszych Polaków; jego majątek w ostatnich latach szacowano na ok. 1,5–1,7 mld zł (dane szacunkowe prasy biznesowej). 

## Życie prywatne
Urodzony w 1978 r.; w mediach społecznościowych i profilach klubowych występuje jako właściciel Rakowa oraz twórca x-komu. Aktywny na platformie X (Twitter).